# Engelbert Humperdinck (skladatelj)
Za pevca zabavne glasbe glej Engelbert Humperdinck (pevec).
Engelbert Humperdinck, nemški poznoromantični skladatelj, * 1. september 1854, Siegburg, † 27. september 1921, Neustrelitz.
Humperdinck je najbolj poznan po svoji operi, Janko in Metka »Hänsel und Gretel« iz leta 1893.

## Življenje
Svojo prvo skladbo je skomponiral v sedmem letu starosti, pri trinajstih pa je skomponiral dva »siengspiela«. Starši niso odobravali njegovega zanimanja za glasbo in ga vzpodbujali k študiju arhitekture, kljub temu pa se je leta 1872 vpisal na Kölnski glasbeni konservatorij (njegov mentor je bil Ferdinand Hiller). Leta 1876 je prejel štipendijo, ki mu je omogočila študij v Münchnu, tam je študiral pri Franzu Paulu Lachnerju in kasneje pri Josefu Rheinbergerju. Leta 1879 je prejel odlikovanje berlinske fundacije Mendelssohn Stiftung, odšel v Italijo in v Neaplju spoznal Richarda Wagnerja. 
Wagner ga je povabil v Bayreuth, kjer je v letih 1880-81 asistiral pri produkciji Parsifala. Prejel je še eno nagrado in odšel na popotovanje po južni Evropi (Italija, Francija, Španija), dve leti je preživel v Barceloni, kjer je poučeval na konservatoriju. Leta 1887 se je vrnil Köln in leta 1890 dobil profesorsko mesto na konservatoriju Hoch (Frankfurt na Majni), na Stockhausnovi pevski šoli pa je tudi predaval harmonijo. V tem času je ustvaril mnogo zborovskih del in Humoreske za orkester, ki so doživele velik uspeh.
Svojo najuspešnejšo skladbo, opero Janko in Metka, je skomponiral v Weimaru leta 1893. Na Humperdinckovo ustvarjalnost je močno vplival Richard Wagner. Z opero Die Königskinder (slov. Kraljevi otroci) je Humperdinck postal prvi skladatelj, ki je uporabil tehniko »Sprechgesang« (parlato), vokalno tehniko med petjem in govorjenjem, ki jo je kasneje raziskoval Arnold Schoenberg.

## Dela
Katalog Humperdinckovega opusa je razvrščen pod oznakami EHWV (Engelbert Humperdinck Werke-Verzeichnis).

### Scenska glasba
- Harzipere, glasbena drama (1868), EHWV 3
- Perla, singspiel (1868), EHWV 4
- Claudine von Villa Bella (Joh. W. von Goethe), opera (1868–1872), EHWV 5
- Fedelma (Ernst von Wolzogen), operni osnutek (1883), EHWV 80
- Schneewittchen (Adelheid Wette), liederspiel (1888), EHWV 9
- Janko in Metka (Adelheid in Hermann Wette), pravljična opera v treh dejanjih (1893), EHWV 93
- Die sieben Geislein (Adelheid Wette), singspiel v enem dejanju (1895), EHWV 100
- Dornröschen (Elisabeth B. Ebeling-Filhés), pravljična opera v treh dejanjih (1902), EHWV 121
- Die Heirat wider Willen (Hedwig Humperdinck po Alexandru Dumasu), opera v treh dejanjih (1902–1905), EHWV 130
- Bübchens Weihnachtstraum (Gustav Falke), melodramatična glasba (1906), EHWV 136
- Königskinder (Ernst Rosmer) UA 1910, New York; opera v treh dejanjih (1895–1897), EHWV 106
- Das Mirakel (Karl Vollmoeller in Max Reinhardt po Caesariusu von Heisterbachu in Mauriceu Maeterlincku), mistična pantomima, 2 dejanji (1911), EHWV 151
- Die Marketenderin (Robert Misch), singspiel v dveh prizorih (1913), EHWV 155
- Christnacht 1914, kasneje Weihnachten im Schützengraben (Ludwig Thoma), enodejanka, EHWV 157
- Gaudeamus (Robert Misch), opera (1915–1919), EHWV 162

### Gledališka glasba
- Die Frösche (Aristofanes) (1879–1881), nedokončano EHWV 61
- Der Richter von Zalamea (Calderon) (1883), EHWV 82
- Der Kaufmann von Venedig, Beneški trgovec, (William Shakespeare) (1905), EHWV 133
- Das Wintermärchen, Zimska pravljica, (William Shakespeare) (1906), EHWV 135
- Der Sturm, Vihar, (William Shakespeare) (1906), EHWV 138
- Was ihr wollt, Kakor hočete, (William Shakespeare) (1907), EHWV 140
- Lysistrata, Lizistrata, (Aristofanes) (1908), EHWV 141
- Der Blaue Vogel, Modra ptica, (Maurice Maeterlinck) (1910), EHWV 150

### Orkestrska glasba
- Die Maurische Rhapsodie, Mavrska rapsodija
- Humoreska za orkester, E-dur
- Shakespeareova suita za orkester (št. 1 in št. 2)

### Komorna glasba
- Godalni kvartet št.3, C-dur